# Coupe du monde des clubs de la FIFA 2021
Navigation
Qatar 2020 Maroc 2022
La Coupe du monde des clubs de la FIFA 2021 est la 18e édition de la Coupe du monde des clubs de la FIFA. Prévue au Japon en décembre 2021, elle se tient finalement du 3 au 12 février 2022 aux Émirats arabes unis, pour la cinquième fois de son histoire.
Les clubs champions continentaux des six confédérations continentales de football disputent le tournoi en compagnie du champion du pays organisateur.

## Sélection du pays hôte
2021 devait être le lancement du projet d'extension de la Coupe du monde des clubs et se dérouler en Chine. En raison des changements de calendrier dus à la pandémie de Covid-19, ce projet est suspendu pour l'année 2021, et la compétition conserve le format des années précédentes. Le Japon est choisi comme pays hôte le 4 décembre 2020. Le 8 septembre 2021, le Japon annonce qu'il ne pourra pas accueillir la compétition prévue du 9 au 19 décembre 2021 en raison de la pandémie de Covid-19 ; l'édition sera soit délocalisée soit reportée. L'Afrique du Sud et le Brésil expriment leur intérêt quant à l'accueil de cette édition.
Le 20 octobre 2021, Gianni Infantino, président de la FIFA, annonce que les Émirats arabes unis organiseront la compétition début 2022.
Le 29 novembre 2021, la FIFA annonce que la compétition se tiendra du 3 au 12 février 2022, avec le tirage au sort effectué à Zurich le jour même.

## Organisation
Le 4 juin 2021, l'O.F.C. annonce l'annulation de la Ligue des champions de l'OFC 2021, qualificative pour cette Coupe du monde des clubs, et décide de nommer par mérite sportif Auckland City FC comme représentant du continent océaniens, les Néo-Zélandais étant la meilleure équipe sur les cinq dernières éditions de la compétition. Le 31 décembre 2021, l'OFC annonce le forfait d'Auckland City, en raison de la modification par le gouvernement néo-zélandais des contrôles aux frontières en fonction du variant Omicron, et désigne l'équipe polynésienne de l'AS Pirae comme représentant océanien.

## Clubs qualifiés
| Club                        | Pays                    | Confédération           | Épreuve qualificative                     |
| Entrent en demi-finales     | Entrent en demi-finales | Entrent en demi-finales | Entrent en demi-finales                   |
| --------------------------- | ----------------------- | ----------------------- | ----------------------------------------- |
| Chelsea FC                  | Angleterre              | UEFA                    | Ligue des champions de l'UEFA 2020-2021   |
| SE Palmeiras                | Brésil                  | CONMEBOL                | Copa Libertadores 2021                    |
| Entrent en quarts de finale |                         |                         |                                           |
| CF Monterrey                | Mexique                 | CONCACAF                | Ligue des champions de la CONCACAF 2021   |
| Al Ahly SC                  | Égypte                  | CAF                     | Ligue des champions de la CAF 2020-2021   |
| Al-Hilal                    | Arabie saoudite         | AFC                     | Ligue des champions de l'AFC 2021         |
| Entrent en barrage          |                         |                         |                                           |
| AS Pirae                    | Tahiti                  | OFC                     | Nommé par l'OFC                           |
| Al-Jazira Club              | Émirats arabes unis     | AFC                     | Arabian Gulf League 2020-2021 (pays hôte) |

## Résultats

### Tableau
|  | 1er tour              | 1er tour              |                        |            | 2e tour               | 2e tour               |                 |                 | Demi-finales | Demi-finales |  |  | Finale                 | Finale                 |
|  | 3 février - Abou Dabi |                       |                        |            |                       |                       |                 |                 |              |              |  |  |                        |                        |
|  | Al-Jazira Club        | 4                     |                        |            | 6 février - Abou Dabi | 6 février - Abou Dabi |                 |                 |              |              |  |  |                        |                        |
|  | Al-Jazira Club        | 4                     |                        |            | 6 février - Abou Dabi | 6 février - Abou Dabi |                 |                 |              |              |  |  |                        |                        |
|  | AS Pirae              | 1                     |                        |            | Al-Hilal FC           | 6                     |                 |                 |              |              |  |  |                        |                        |
|  | AS Pirae              | 1                     | 9 février - Abou Dabi  |            | Al-Hilal FC           | 6                     |                 |                 |              |              |  |  |                        |                        |
|  |                       |                       |                        |            | Al-Jazira Club        | 1                     |                 |                 |              |              |  |  |                        |                        |
|  | Al-Hilal FC           | 0                     |                        |            | Al-Jazira Club        | 1                     |                 |                 |              |              |  |  |                        |                        |
|  | Al-Hilal FC           | 0                     |                        |            |                       |                       |                 |                 |              |              |  |  |                        |                        |
|  |                       |                       | Chelsea FC             | 1          |                       |                       |                 |                 |              |              |  |  |                        |                        |
|  |                       |                       | Chelsea FC             | 1          |                       |                       |                 |                 |              |              |  |  |                        |                        |
|  |                       |                       | 12 février - Abou Dabi |            |                       |                       |                 |                 |              |              |  |  |                        |                        |
|  |                       |                       |                        |            |                       |                       |                 |                 |              |              |  |  |                        |                        |
|  | Chelsea FC            | 2 ap                  |                        |            |                       |                       |                 |                 |              |              |  |  |                        |                        |
|  | Chelsea FC            | 2 ap                  | 5 février - Abou Dabi  |            |                       |                       |                 |                 |              |              |  |  |                        |                        |
|  |                       | SE Palmeiras          | 1                      |            |                       |                       |                 |                 |              |              |  |  |                        |                        |
|  |                       |                       | 1                      | Al-Ahly SC | 1                     |                       |                 |                 |              |              |  |  |                        |                        |
|  | 8 février - Abou Dabi |                       |                        | Al-Ahly SC | 1                     |                       |                 |                 |              |              |  |  |                        |                        |
|  |                       | CF Monterrey          | 0                      |            |                       |                       |                 |                 |              |              |  |  |                        |                        |
|  | SE Palmeiras          | CF Monterrey          | 0                      | 2          |                       |                       |                 |                 |              |              |  |  |                        |                        |
|  | SE Palmeiras          | Cinquième place       | Cinquième place        | 2          |                       |                       | Troisième place | Troisième place |              |              |  |  |                        |                        |
|  |                       | Cinquième place       | Cinquième place        |            | Al-Ahly SC            | 0                     | Troisième place | Troisième place |              |              |  |  |                        |                        |
|  | CF Monterrey          | 3                     | Al-Hilal FC            | 0          | Al-Ahly SC            | 0                     |                 |                 |              |              |  |  |                        |                        |
|  | CF Monterrey          | 3                     | Al-Hilal FC            | 0          |                       |                       |                 |                 |              |              |  |  |                        |                        |
|  | Al-Jazira Club        | 1                     | Al-Ahly SC             | 4          |                       |                       |                 |                 |              |              |  |  |                        |                        |
|  | Al-Jazira Club        | 1                     | Al-Ahly SC             | 4          |                       |                       |                 |                 |              |              |  |  |                        |                        |
|  | 9 février - Abou Dabi | 9 février - Abou Dabi |                        |            |                       |                       |                 |                 |              |              |  |  | 12 février - Abou Dabi | 12 février - Abou Dabi |

### Premier tour
| Match 1                      | Al-Jazira Club                                                    | 4 - 1   | AS Pirae        | Stade Mohammed-ben-Zayed, Abou Dabi                                                  |                                                                                      |
| 3 février 2022 20 h 30 UTC+4 | Al-Ameri (en) 5e · Al-Hashmi (en) 25e · Kosanović 41e · Diaby 63e | (3 - 0) | 48e (csc) Rabii | Spectateurs : 4 970 Arbitrage : Mustapha Ghorbal Arbitre vidéo : Pol van Boekel (en) | Spectateurs : 4 970 Arbitrage : Mustapha Ghorbal Arbitre vidéo : Pol van Boekel (en) |
| 3 février 2022 20 h 30 UTC+4 | Rapport                                                           |         |                 | Spectateurs : 4 970 Arbitrage : Mustapha Ghorbal Arbitre vidéo : Pol van Boekel (en) | Spectateurs : 4 970 Arbitrage : Mustapha Ghorbal Arbitre vidéo : Pol van Boekel (en) |

### Deuxième tour
| Match 2                      | Al-Ahly SC | 1 - 0   | CF Monterrey | Stade Al-Nahyan, Abou Dabi                                                      |                                                                                 |
| 5 février 2022 20 h 30 UTC+4 | Hany 55e   | (0 - 0) |              | Spectateurs : 9 396 Arbitrage : Chris Beath Arbitre vidéo : Massimiliano Irrati | Spectateurs : 9 396 Arbitrage : Chris Beath Arbitre vidéo : Massimiliano Irrati |
| 5 février 2022 20 h 30 UTC+4 | Rapport    |         |              | Spectateurs : 9 396 Arbitrage : Chris Beath Arbitre vidéo : Massimiliano Irrati | Spectateurs : 9 396 Arbitrage : Chris Beath Arbitre vidéo : Massimiliano Irrati |

| Match 3                      | Al-Hilal FC                                                                                | 6 - 1   | Al-Jazira Club | Stade Mohammed-ben-Zayed, Abou Dabi                                            |                                                                                |
| 6 février 2022 20 h 30 UTC+4 | Ighalo 36e · Pereira 40e · Kanno 57e · Al-Dawsari 77e · Marega 88e · Carrillo 90+2e (pen.) | (2 - 1) | 14e Diaby      | Spectateurs : 12 538 Arbitrage : César Ramos Arbitre vidéo : Drew Fischer (en) | Spectateurs : 12 538 Arbitrage : César Ramos Arbitre vidéo : Drew Fischer (en) |
| 6 février 2022 20 h 30 UTC+4 | Rapport                                                                                    |         |                | Spectateurs : 12 538 Arbitrage : César Ramos Arbitre vidéo : Drew Fischer (en) | Spectateurs : 12 538 Arbitrage : César Ramos Arbitre vidéo : Drew Fischer (en) |

### Match pour la cinquième place
| Match 5                      | CF Monterrey                                     | 3 - 1   | Al-Jazira Club   | Stade Al-Nahyan, Abou Dabi                                                         |                                                                                    |
| 9 février 2022 17 h 30 UTC+4 | Sultan (en) 4e (csc) · Funes M. 11e · Montes 25e | (3 - 0) | 90+1e Bruno (en) | Spectateurs : 892 Arbitrage : Mustapha Ghorbal Arbitre vidéo : Massimiliano Irrati | Spectateurs : 892 Arbitrage : Mustapha Ghorbal Arbitre vidéo : Massimiliano Irrati |
| 9 février 2022 17 h 30 UTC+4 | Rapport                                          |         |                  | Spectateurs : 892 Arbitrage : Mustapha Ghorbal Arbitre vidéo : Massimiliano Irrati | Spectateurs : 892 Arbitrage : Mustapha Ghorbal Arbitre vidéo : Massimiliano Irrati |

### Demi-finales
| Match 4                      | SE Palmeiras         | 2 - 0   | Al-Ahly SC | Stade Al-Nahyan, Abou Dabi                                                    |                                                                               |
| 8 février 2022 20 h 30 UTC+4 | Veiga 39e · Dudu 49e | (1 - 0) |            | Spectateurs : 11 902 Arbitrage : Clément Turpin Arbitre vidéo : Willy Delajod | Spectateurs : 11 902 Arbitrage : Clément Turpin Arbitre vidéo : Willy Delajod |
| 8 février 2022 20 h 30 UTC+4 | Rapport              |         |            | Spectateurs : 11 902 Arbitrage : Clément Turpin Arbitre vidéo : Willy Delajod | Spectateurs : 11 902 Arbitrage : Clément Turpin Arbitre vidéo : Willy Delajod |

| Match 6                      | Al-Hilal FC | 0 - 1   | Chelsea FC | Stade Mohammed-ben-Zayed, Abou Dabi                                         |                                                                             |
| 9 février 2022 20 h 30 UTC+4 |             | (0 - 1) | 32e Lukaku | Spectateurs : 19 175 Arbitrage : César Ramos Arbitre vidéo : Mauro Vigliano | Spectateurs : 19 175 Arbitrage : César Ramos Arbitre vidéo : Mauro Vigliano |
| 9 février 2022 20 h 30 UTC+4 | Rapport     |         |            | Spectateurs : 19 175 Arbitrage : César Ramos Arbitre vidéo : Mauro Vigliano | Spectateurs : 19 175 Arbitrage : César Ramos Arbitre vidéo : Mauro Vigliano |

### Match pour la troisième place
| Match 7                       | Al-Hilal FC | 0 - 4   | Al-Ahly SC                                      | Stade Al-Nahyan, Abou Dabi                                                   |                                                                              |
| 12 février 2022 17 h 00 UTC+4 |             | (0 - 2) | 8e 17e Ibrahim (en) 40e Abdelkader 64e El Solia | Spectateurs : 9 008 Arbitrage : Clément Turpin Arbitre vidéo : Willy Delajod | Spectateurs : 9 008 Arbitrage : Clément Turpin Arbitre vidéo : Willy Delajod |
| 12 février 2022 17 h 00 UTC+4 | Rapport     |         |                                                 | Spectateurs : 9 008 Arbitrage : Clément Turpin Arbitre vidéo : Willy Delajod | Spectateurs : 9 008 Arbitrage : Clément Turpin Arbitre vidéo : Willy Delajod |

### Finale
| Chelsea FC ·  |                     |     |
| Titulaires :  |                     |     |
|               |                     |     |
| 16            | Édouard Mendy       |     |
| 4             | Andreas Christensen | 91e |
| 6             | Thiago Silva        |     |
| 2             | Antonio Rüdiger     |     |
| 28            | César Azpilicueta   |     |
| 7             | N'Golo Kanté        |     |
| 8             | Mateo Kovačić       | 91e |
| 20            | Callum Hudson-Odoi  | 76e |
| 19            | Mason Mount         | 31e |
| 9             | Romelu Lukaku       | 76e |
| 29            | Kai Havertz 118e    |     |
|               |                     |     |
| Remplaçants : |                     |     |
| 1             | Kepa Arrizabalaga   |     |
| 13            | Marcus Bettinelli   |     |
| 3             | Marcos Alonso       |     |
| 14            | Trevoh Chalobah     |     |
| 31            | Malang Sarr         | 91e |
| 5             | Jorginho            |     |
| 17            | Saúl Ñíguez         | 76e |
| 18            | Ross Barkley        |     |
| 22            | Hakim Ziyech        | 91e |
| 23            | Kenedy              |     |
| 10            | Christian Pulisic   | 31e |
| 11            | Timo Werner         | 76e |
|               |                     |     |
| Entraîneur :  |                     |     |
| Thomas Tuchel |                     |     |

| SE Palmeiras ·       |                          |      |
| Titulaires :         |                          |      |
|                      |                          |      |
| 21                   | Weverton                 |      |
| 2                    | Marcos Rocha             | 118e |
| 15                   | Gustavo Gómez            |      |
| 13                   | Luan Garcia 115e, 120+6e |      |
| 22                   | Joaquín Piquerez         |      |
| 28                   | Danilo                   |      |
| 8                    | Zé Rafael (en)           | 60e  |
| 7                    | Dudu                     | 103e |
| 23                   | Raphael Veiga            | 78e  |
| 14                   | Gustavo Scarpa           |      |
| 10                   | Rony                     | 77e  |
|                      |                          |      |
| Remplaçants :        |                          |      |
| 30                   | Mateus                   |      |
| 42                   | Marcelo Lomba (en)       |      |
| 4                    | Benjamín Kuščević        |      |
| 6                    | Jorge                    |      |
| 12                   | Mayke Rocha Oliveira     |      |
| 26                   | Murilo Cerqueira         |      |
| 20                   | Eduard Atuesta 116e      | 78e  |
| 30                   | Jailson (en)             | 60e  |
| 11                   | Wesley 105e              | 77e  |
| 16                   | Deyverson                | 118e |
| 19                   | Breno Lopes              |      |
| 29                   | Rafael Navarro           | 103e |
|                      |                          |      |
| Entraîneur :         |                          |      |
| Abel Ferreira 120+1e |                          |      |

| Chelsea FC ·  |                     |     |
| Titulaires :  |                     |     |
|               |                     |     |
| 16            | Édouard Mendy       |     |
| 4             | Andreas Christensen | 91e |
| 6             | Thiago Silva        |     |
| 2             | Antonio Rüdiger     |     |
| 28            | César Azpilicueta   |     |
| 7             | N'Golo Kanté        |     |
| 8             | Mateo Kovačić       | 91e |
| 20            | Callum Hudson-Odoi  | 76e |
| 19            | Mason Mount         | 31e |
| 9             | Romelu Lukaku       | 76e |
| 29            | Kai Havertz 118e    |     |
|               |                     |     |
| Remplaçants : |                     |     |
| 1             | Kepa Arrizabalaga   |     |
| 13            | Marcus Bettinelli   |     |
| 3             | Marcos Alonso       |     |
| 14            | Trevoh Chalobah     |     |
| 31            | Malang Sarr         | 91e |
| 5             | Jorginho            |     |
| 17            | Saúl Ñíguez         | 76e |
| 18            | Ross Barkley        |     |
| 22            | Hakim Ziyech        | 91e |
| 23            | Kenedy              |     |
| 10            | Christian Pulisic   | 31e |
| 11            | Timo Werner         | 76e |
|               |                     |     |
| Entraîneur :  |                     |     |
| Thomas Tuchel |                     |     |

| SE Palmeiras ·       |                          |      |
| Titulaires :         |                          |      |
|                      |                          |      |
| 21                   | Weverton                 |      |
| 2                    | Marcos Rocha             | 118e |
| 15                   | Gustavo Gómez            |      |
| 13                   | Luan Garcia 115e, 120+6e |      |
| 22                   | Joaquín Piquerez         |      |
| 28                   | Danilo                   |      |
| 8                    | Zé Rafael (en)           | 60e  |
| 7                    | Dudu                     | 103e |
| 23                   | Raphael Veiga            | 78e  |
| 14                   | Gustavo Scarpa           |      |
| 10                   | Rony                     | 77e  |
|                      |                          |      |
| Remplaçants :        |                          |      |
| 30                   | Mateus                   |      |
| 42                   | Marcelo Lomba (en)       |      |
| 4                    | Benjamín Kuščević        |      |
| 6                    | Jorge                    |      |
| 12                   | Mayke Rocha Oliveira     |      |
| 26                   | Murilo Cerqueira         |      |
| 20                   | Eduard Atuesta 116e      | 78e  |
| 30                   | Jailson (en)             | 60e  |
| 11                   | Wesley 105e              | 77e  |
| 16                   | Deyverson                | 118e |
| 19                   | Breno Lopes              |      |
| 29                   | Rafael Navarro           | 103e |
|                      |                          |      |
| Entraîneur :         |                          |      |
| Abel Ferreira 120+1e |                          |      |

## Classement

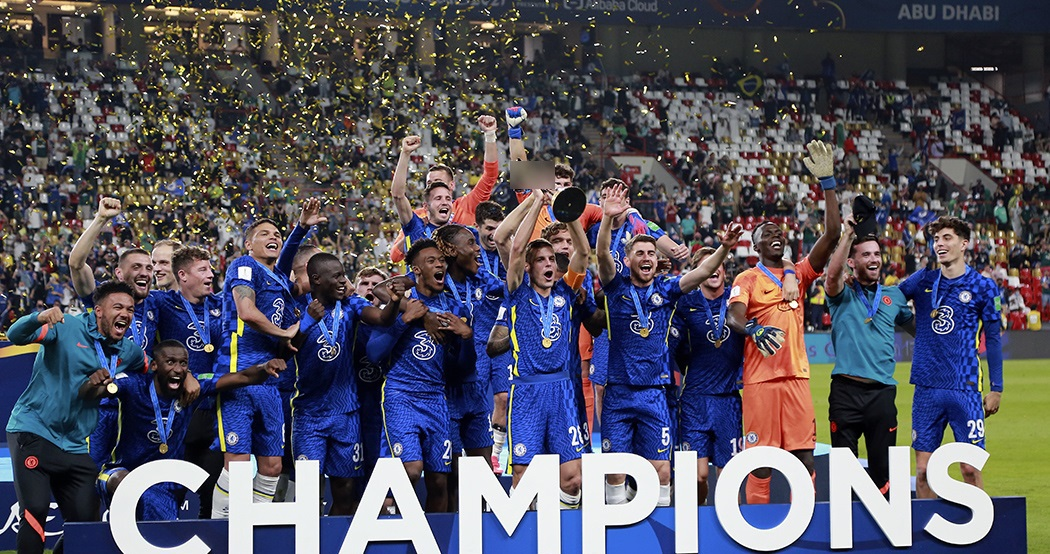
Chelsea vainqueur de la Coupe du monde des clubs 2021

| Rang | Club           | Pays                |
| ---- | -------------- | ------------------- |
| 1    | Chelsea FC     | Angleterre          |
| 2    | SE Palmeiras   | Brésil              |
| 3    | Al Ahly SC     | Égypte              |
| 4    | Al-Hilal       | Arabie saoudite     |
| 5    | CF Monterrey   | Mexique             |
| 6    | Al-Jazira Club | Émirats arabes unis |
| 7    | AS Pirae       | Tahiti              |

## Récompenses
| Prix              | Lauréat      | Club         |
| ----------------- | ------------ | ------------ |
| Ballon d'or       | Thiago Silva | Chelsea FC   |
| Ballon d'argent   | Dudu         | SE Palmeiras |
| Ballon de bronze  | Danilo       | SE Palmeiras |
| Prix du fair-play | Chelsea FC   | Chelsea FC   |

## Classement des buteurs
| Rang | Joueur               | Club           | Buts |
| ---- | -------------------- | -------------- | ---- |
| 1    | Abdoulaye Diaby      | Al Jazira Club | 2    |
| 1    | Yasser Ibrahim (en)  | Al Ahly        | 2    |
| 1    | Romelu Lukaku        | Chelsea FC     | 2    |
| 2    | Zayed Al Ameri       | Al Jazira Club | 1    |
| 2    | Ahmed Al-Hashmi (en) | Al Jazira Club | 1    |
| 2    | Salem Al-Dawsari     | Al Hilal       | 1    |
| 2    | Bruno                | Al Jazira Club | 1    |
| 2    | André Carrillo       | Al Hilal       | 1    |
| 2    | Dudu                 | SE Palmeiras   | 1    |
| 2    | Rogelio Funes Mori   | CF Monterrey   | 1    |
| 2    | Mohamed Hany         | Al Ahly        | 1    |
| 2    | Odion Ighalo         | Al Hilal       | 1    |
| 2    | Mohamed Kanno        | Al Hilal       | 1    |
| 2    | Miloš Kosanović      | Al Jazira Club | 1    |
| 2    | Moussa Marega        | Al Hilal       | 1    |
| 2    | César Montes         | CF Monterrey   | 1    |
| 2    | Matheus Pereira      | Al Hilal       | 1    |
| 2    | Raphael Veiga        | SE Palmeiras   | 1    |

2 buts contre son camp
 Mohammed Rabii (en) ( Al Jazira Club, contre le  AS Pirae)
 Zayed Sultan ( Al Jazira Club, contre le  CF Monterrey)